# Massimo Rigoni
Massimo Rigoni (* 24. November 1961 in Asiago) ist ein ehemaliger italienischer Skispringer.

## Werdegang
Seine ersten Weltcup-Springen bestritt Rigoni im Rahmen der Vierschanzentournee 1979/80. Dabei landete er jedoch meist nur auf hinteren Plätzen. Zur Vierschanzentournee 1980/81 blieb er ebenso erfolglos, konnte jedoch seine Leistung steigern. Zum ersten Springen nach der Tournee am 21. Februar 1981 in Thunder Bay belegte er überraschend den 5. Platz und konnte so erstmals Weltcup-Punkte erreichen. Auch einen Monat später zum Saisonfinale in Planica konnte er diese Leistung wiederholen und belegte erneut den 5. Platz. So konnte er am Ende der Saison mit 22 Punkten Platz 33 in der Weltcup-Gesamtwertung erreichen. Zur Vierschanzentournee 1981/82 konnte er seine Leistung erneut im Vergleich zum Vorjahr steigern, blieb jedoch auch weiterhin punktlos in diesem Wettbewerb. Im Springen in Thunder Bay hingegen konnte er erneut wie schon im Vorjahr überzeugen und schaffte in diesem Jahr sogar mit zwei zweiten Plätzen in beiden Springen den Sprung aufs Siegerpodest. Diesen Erfolg wiederholte er Engelberg.
Bei der Nordischen Skiweltmeisterschaft 1982 in Oslo sprang Rigoni auf der Normalschanze auf den 12. und auf der Großschanze auf den 28. Platz. Auch die restlichen Springen der Saison verliefen für ihn erfolgreich. Nach zwei dritten Plätzen belegte er am Ende den 7. Platz in der Weltcup-Gesamtwertung. An diesen Erfolg konnte er jedoch nicht mehr anknüpfen.
Zu den Olympischen Winterspielen 1984 in Sarajevo stand er im Aufgebot der Italiener und beendete das Springen auf der Normalschanze als 16. und das Springen auf Großschanze auf dem 34. Platz. Bei der Nordischen Skiweltmeisterschaft 1985 trat er noch einmal auf der Normalschanze an und erreichte dort den 51. Platz. Nach weiteren erfolglosen Springen beendete Rigoni 1987 seine aktive Skisprungkarriere im Alter von 26 Jahren.

## Erfolge

### Weltcup-Platzierungen
| Saison  | Platz | Punkte |
| ------- | ----- | ------ |
| 1980/81 | 33.   | 022    |
| 1981/82 | 07.   | 125    |
| 1982/83 | 34.   | 023    |
| 1983/84 | 61.   | 06     |